# Bo (våben)
 Der er for få eller ingen kildehenvisninger i denne artikel, hvilket er et problem. Du kan hjælpe ved at angive troværdige kilder til de påstande, som fremføres i artiklen.

 For alternative betydninger, se Bo. (Se også artikler, som begynder med Bo)
Bo (棒:ぼう, bou) er en stav, der anvendes inden for japanske kampdiscipliner, blandt andet Bojutsu og Karate.
Bo er normalt fremstillet af en hård træsort, f.eks. japansk rødeg eller hvideg. Undertiden er den fremstillet af metal eller belagt med metal for ekstra styrke.
| Sport | Spire Denne artikel om sport er en spire som bør udbygges. Du er velkommen til at hjælpe Wikipedia ved at udvide den. |